# Доверие (филм)
„Доверие“ (на унгарски: Bizalom) е унгарски филм от 1980 година, военновременна драма на режисьора Ищван Сабо по негов собствен сценарий.
В центъра на сюжета е млада жена, принудена да се укрива в Будапеща от последните месеци на Втората световна война, след като съпругът ѝ е арестуван за участие в Съпротивата. Тя е настанена в нелегална квартира под прикритието на съпруга на непознат, който е дългогодишен нелегален, и между двамата постепенно се развива неустойчива любовна връзка въпреки неговата болезнена недоверчивост и нейната лоялност към семейството ѝ. Главните роли се изпълняват от Илдико Баншаги и Петер Андорай.
„Доверие“ е номиниран за „Оскар“ за чуждоезичен филм и за „Златна мечка“.